# Wieża Lija Belvedere
Wieża Lija Belvedere (ang. Lija Belvedere Tower, oficjalnie Torri Belvedere) jest to belweder w Lija na Malcie. Zbudowana w XIX wieku, jako obiekt dekoracyjny w prywatnym ogrodzie, dziś znajduje się na środku ronda.

## Historia

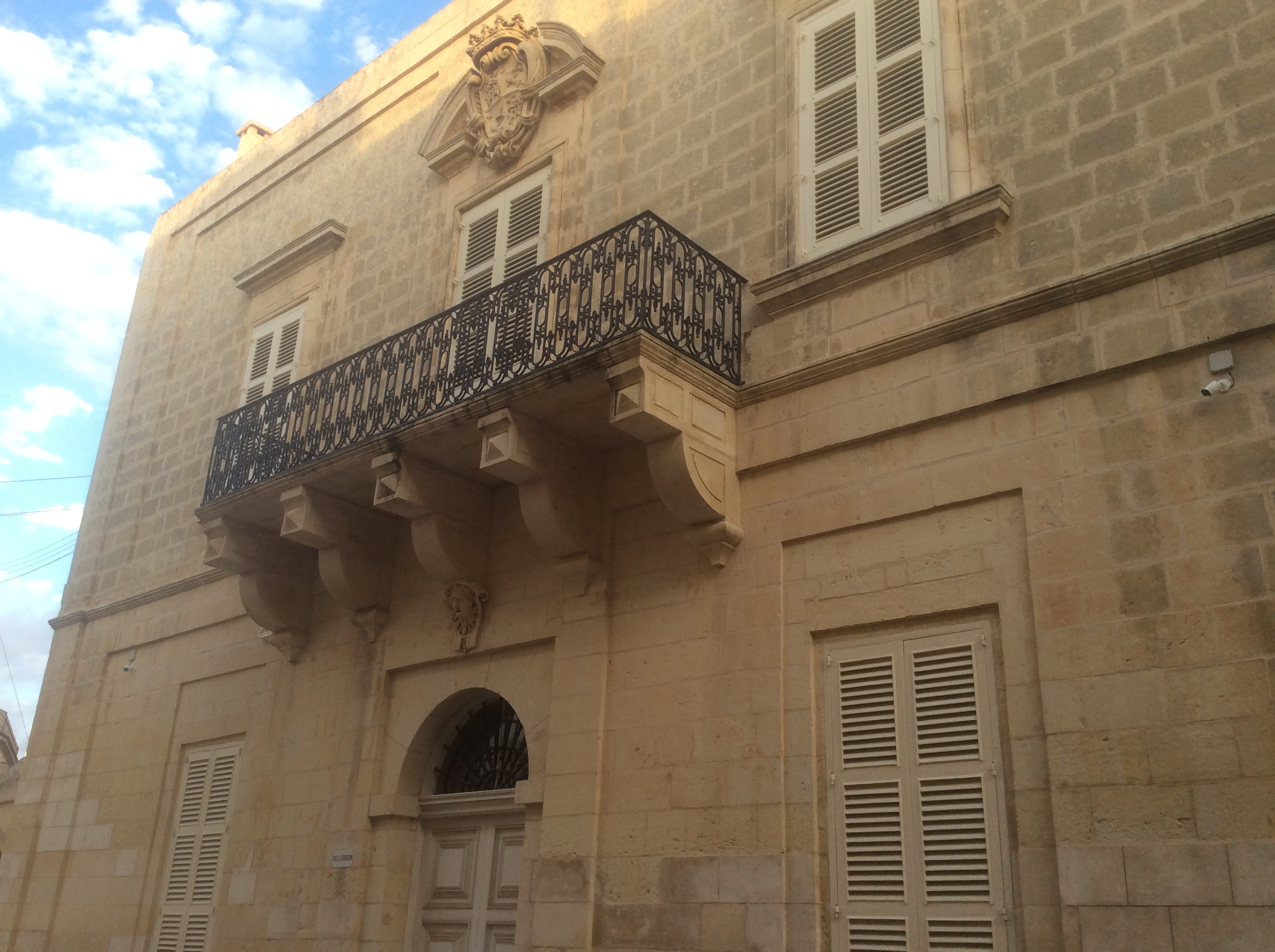
Villa Gourigon

Wieża zbudowana została w roku 1857 jako folly (obiekt dekoracyjny) w ogrodzie Villa Gourgion, XVIII-wiecznej willi, należącej do markiza Depiro. Zaprojektowana została przez architekta Giuseppe Bonavię. Usytuowana pośród gajów pomarańczowych i ogrodów, była miejscem odpoczynku mieszkańców willi i ich gości.
W latach pięćdziesiątych XX wieku część ogrodów willi została zniszczona, aby zrobić miejsce pod Vjal it-Transfigurazzjoni (Transfiguration Avenue). Belweder został włączony w nowo powstałe rondo, dziś jest jednym z rozpoznawalnych obiektów w Lija. 
Wieża, z racji swojego cudacznego stylu architektonicznego, czasem nazywana jest przez miejscowych ludzi wedding cake (ang. "tort weselny"); rzeczywiście, jej trzy kondygnacje przypominają części tortu.
Budowla została odnowiona w latach 1995–1996 przez Glormu Cassar School of Masonry and Restoration, przy finansowym wsparciu Ministerstwa Edukacji; jest umieszczona na liście zabytków 1. klasy Malta Environment and Planning Authority. Znajduje się również na liście National Inventory of the Cultural Property of the Maltese Islands jako część willi Gourgion.